# Station Smiřice
Station Smiřice is een spoorwegstation in de gemeente Smiřice tussen Hradec Králové en Jaroměř. Het station wordt aangedaan door lijn 031, die van Pardubice via Hradec Králové naar Jaroměř loopt. Lijn 046, die van Smiřice naar Hněvčeves liep, is in 2005 opgeheven.
Het station ligt vier kilometer ten noorden van station Lochenice en twee kilometer ten zuiden van station Černožice.
Pardubice hlavní nádraží ↔ Pardubice-Rosice nad Labem ↔ Pardubice-Semtín ↔ Stéblová ↔ Čeperka ↔ Opatovice nad Labem ↔ Hradec Králové hlavní nádraží ↔ Předměřice nad Labem ↔ Lochenice ↔ Smiřice ↔ Černožice - Semonice ↔ Jaroměř